# Arcyptera kheili
Espèce
Arcyptera kheili, l'arcyptère provençale, est une espèce de criquets de la famille des Acrididae.

## Distribution
Cette espèce est endémique de France, elle ne se rencontre qu'en basse Provence, en Provence-Alpes-Côte d'Azur.

## Référence
- Azam, 1900 : Description d'un Orthoptère nouveau de France. Bulletin de la Société entomologique de France, vol. 1900, p. 82-85, (texte original).